# Rota Greca
Rota Greca (in Arbëresh, IPA: [ar'bəreʃ]: Rrota) ist eine italienische Gemeinde mit 956 Einwohnern (Stand 31. Dezember 2023) in der Provinz Cosenza in der Region Kalabrien.

## Lage und Daten
Rota Greca liegt 38 km nördlich von Cosenza.
Die Nachbargemeinden sind: Fuscaldo, Lattarico und die Cerzeto und die Arbëresh-Orte San Martino di Finita.

## Geschichte
Der erste urkundliche Nachweis der albanischen Anwesenheit in Rrota stammt vom 8. März 1507, als Nicola Macza, Albaner des „Casale“ Santa Maria della Rota, vom Fürsten Berardino Sanseverino eine Lizenz und die Erlaubnis erhielt, sich im Lehnsgut von Bisignano bewaffnet aufzuhalten.